# Atanasio Cruz Aguirre
Atanasio de la Cruz Aguirre Aguado (Montevidéu, 2 de junho de 1801 — Montevidéu, 28 de setembro de 1875) foi um político uruguaio, que serviu como presidente provisório de seu país de 1864 até 1865.

## Antecedentes
Aguirre era membro do Partido Nacional e foi presidente da Câmara dos Deputados do Uruguai em 1853. Foi senador desde 1861.

## Presidente do Uruguai
Em 1º de Março de 1864, Bernardo Berro deixou a presidência do Uruguai e Aguirre assumiu como sucessor, na qualidade de Presidente do Senado do Uruguai, ficando no cargo até Fevereiro em 1865. Com Montevidéu sitiado, Atanasio Aguirre deixou a presidência em favor do senador Tomás Villalba, que logo fez as pazes com os sitiantes do Partido Colorado, aliado do Brasil. Essa transição de poder marcou a chegada ao cargo de chefes de estado do Partido Colorado, que então permaneceram no cargo por quase um século.
Durante a Guerra do Paraguai, Francisco Solano López procurou enviar um exército para ajudar Aguirre contra Venâncio Flores, que era apoiado por tropas brasileiras.